# Liste der Kulturdenkmäler in Limburgerhof
In der Liste der Kulturdenkmäler in Limburgerhof sind alle Kulturdenkmäler der rheinland-pfälzischen Gemeinde Limburgerhof einschließlich der Ortsteile Kohlhof und Rehhütte aufgeführt. Grundlage ist die Denkmalliste des Landes Rheinland-Pfalz (Stand: 18. Juli 2022).

## Denkmalzonen
| Bezeichnung                         | Lage | Baujahr  | Beschreibung | Bild                           |
| ----------------------------------- | --- | -------- | --- | ------------------------------ |
| Denkmalzone Alte Kolonie            | Limburgerhof, Brunckstraße 1–39, Sieglestraße 1–40, Speyerer Straße 22–32 (gerade Nummern) Lage | 1900/01  | Arbeitersiedlung der BASF, Ludwigshafen, 1900/01, Architekt Paul Eugen Haueisen; eineinhalbgeschossige Doppelhäuser, Ziegelbauten auf Hausteinsockeln, Krüppelwalmdächer; eingeschossige Anbauten mit Waschküche, Hausgärten | Fotos hochladen                |
| Denkmalzone Neue Kolonie            | Limburgerhof, Carostraße 1–16, 18, 20, Hanserstraße 2–6 (gerade Hausnummern) und 8–24, Kaiserallee 9–27 (ungerade Hausnummern), Knietschstraße 1–24, Knospstraße 10–40 (gerade Hausnummern), Berliner Platz 13 Lage | 1913 ff. | Arbeitersiedlung der BASF, Ludwigshafen, 1913 ff., Architekt Theodor Fischer, München; Einheiten à zwei bis sechs Doppelhäuser, eingeschossige Putzbauten, teilweise mit Krüppelwalmen und Gauben, Eingänge hinter Loggien mit zweiläufigen Freitreppen; eingeschossige Anbauten mit Waschküche, Hausgärten; zugehörig: Feierabendhaus (s. Berliner Platz 13) | Fotos hochladen                |
| Denkmalzone Mennonitischer Friedhof | Kohlhof, nördlich des Ortes; Flur Im Rehfeld, Kurze Gewanne Lage | 1840     | 1840 angelegt, um 1940 erweitert; schräggestellte Tafeln als Grabmäler | weitere Bilder Fotos hochladen |

## Einzeldenkmäler
| Bezeichnung                            | Lage                                                 | Baujahr                            | Beschreibung | Bild                           |
| -------------------------------------- | ---------------------------------------------------- | ---------------------------------- | --- | ------------------------------ |
| Feierabendhaus                         | Limburgerhof, Berliner Platz 13 Lage                 | 1913                               | Feierabendhaus der BASF-Siedlung; an klassizistischen Schlossbauten orientierter Baukörper, 1913, Architekt Theodor Fischer, München | Fotos hochladen                |
| Protestantische Pfarrkirche            | Limburgerhof, Kirchenstraße 1 Lage                   | 1955–57                            | Stahlbetonskelettbau, Fensterband unterhalb des flachen Daches, freistehender Glockenturm, 1955–57, Architekt Egon Freyer, Speyer | weitere Bilder Fotos hochladen |
| Katholische Pfarrkirche St. Bonifatius | Limburgerhof, Kirchenstraße 21 Lage                  | 1936/37                            | monumentaler Saalbau mit Glockenturm, Sakristei, Vorhalle, 1936/37, Architekt Josef Ohmer, Ludwigshafen | weitere Bilder Fotos hochladen |
| Wohnhäuser                             | Limburgerhof, Parkstraße 4–10 Lage                   | 1914                               | Lehrerwohnhäuser; eingeschossige Häuserzeile mit Mansarddach, 1914 | Fotos hochladen                |
| Schulhaus                              | Limburgerhof, Parkstraße 12 Lage                     | 1914                               | ehemaliges Schulhaus der BASF, repräsentativer gusssteingegliederter Walmdachbau, 1914 | Fotos hochladen                |
| Schlösschen im Park                    | Limburgerhof, Parkstraße 43 (mit Nr. 41 und 45) Lage | 1826                               | ehemaliges Schlösschen der Gräfin Waldner von Freundstein, dreiteilige Anlage, 1826; klassizistischer Putzbau (Nr. 43), zurückgesetzt zwei sandsteingegliederte Walmdachbauten (Nr. 41 und 45) | Fotos hochladen                |
| Park                                   | Limburgerhof, Speyerer Straße Lage                   |                                    | hervorgegangen aus dem Park des um 1810 errichteten Hofsitzes des Limburger Hofes, heutige Erscheinung im Wesentlichen nach 1826 unter Friedricke Gräfin Waldner von Freundstein, dreiteilige Parkanlage: Englischer Landschaftsgarten, wohl von Johann Zeyher, Schwetzingen; Gemüse- und Pflanzgarten; Obst- bzw. Pächtergarten; Park 1920 und 1969 verkleinert; darin Schlösschen (Parkstraße 43), Turm (Weinbietstraße) und ehemalige Simultankirche (heute Neuapostolische Kirche, Neubau von 1982) | Fotos hochladen                |
| Kilometerstein                         | Limburgerhof, Speyerer Straße, bei Nr. 14/16 Lage    | zweite Hälfte des 19. Jahrhunderts | Kilometerstein; mannshoher Sandsteinpfeiler, zweite Hälfte des 19. Jahrhunderts | Fotos hochladen                |
| Capitol-Lichtspiele                    | Limburgerhof, Speyerer Straße 107a Lage              | 1954                               | einschließlich der Ausstattung insbesondere des Foyers im Originalzustand erhaltenes Kino von 1954; seltenes Beispiel eines noch in Betrieb befindlichen Kinos der 1950er Jahre in Rheinland-Pfalz | weitere Bilder Fotos hochladen |
| Bahnhof Limburgerhof                   | Limburgerhof, Speyerer Straße 129 Lage               | 1854                               | ehemaliger Bahnhof, ursprünglich Hauptbahnhof Mutterstadt; neuklassizistischer Putzbau, Baujahr 1854, hölzerner Güterschuppen (1992 abgegangen), Toilettenhaus | weitere Bilder Fotos hochladen |
| Turm im Park                           | Limburgerhof, Weinbietstraße Lage                    | 1834                               | dreigeschossiger Turm mit pavillonartigem Aufsatz, hohe Rundbogenöffnungen, 1834 | weitere Bilder Fotos hochladen |
| Mennonitenkirche                       | Kohlhof, Nr. 5 Lage                                  | 1887/88                            | sandsteingegliederter gründerzeitlicher Klinkerbau, bezeichnet 1887/88; mit Ausstattung | weitere Bilder Fotos hochladen |
| Hofanlage                              | Kohlhof, Nr. 8 Lage                                  | 1809–11                            | Dreiseithof, 1809–11; Einfirstanlage, teilweise Fachwerk; Bruchsteinscheune, teilweise Fachwerk; Gesindehaus; eineinhalbgeschossiger Stall und Remisenbau | Fotos hochladen                |
| Wohnhaus                               | Kohlhof, Nr. 10 Lage                                 | 1840                               | Doppelwohnhaus, 1840, Fachwerk bezeichnet 1724, Erker um 1900; Fachwerkscheune | Fotos hochladen                |
| Villa Denis                            | Rehhütte, Nr. 5 Lage                                 | 1880/81                            | gründerzeitlicher Klinkerbau auf unregelmäßigem Grundriss, Mansardwalmdach, turmartiger Risalit mit Zeltdach, 1880/81, Garten | Fotos hochladen                |
| Wohn- und Verwaltungsgebäude           | Rehhütte, Nr. 9 Lage                                 | 1874                               | Wohn- und Verwaltungsgebäude mit Walmdach, 1874 mit älteren Teilen; Brunnentrog, bezeichnet 1845; Mühle, 18. oder 19. Jahrhundert | Fotos hochladen                |
| Hofanlage                              | Rehhütte, Nr. 19 und 13 Lage                         | 17. bis 20. Jahrhundert            | winkelförmige ehemalige Hofanlage, 17. bis 20. Jahrhundert; Fachwerkwohnhaus mit hofseitiger Galerie, 17. Jahrhundert, im 18. Jahrhundert teilweise massiv erneuert; Torfahrt am Nebengebäude wohl vor 1617; durch Umbau um 1920 einheitliches Erscheinungsbild aller Gebäude(teile) als eineinhalbgeschossige Massivbauten, teilweise Fachwerk | Fotos hochladen                |